# Pegmatite Peak
Il Pegmatite Peak, (in lingua inglese: Picco della pegmatite), è un picco roccioso antartico, alto 790 m, situato lungo il fianco occidentale del Ghiacciaio Koerwitz, a circa metà strada tra le cime principali dei Medina Peaks e il Monte Salisbury, nei Monti della Regina Maud, in Antartide. 
Il picco è stato mappato dall'United States Geological Survey (USGS) sulla base di rilevazioni e foto aeree scattate dalla U.S. Navy nel periodo 1960-64.
La denominazione è stata assegnata dalla New Zealand Geological Survey Antarctic Expedition (NZGSAE), 1969–70, a causa della presenza di grandi dicchi di pegmatite biancastra in una parete rocciosa dello sperone sudorientale del picco.